# Anne Stuart
Anne Kristine Stuart es una prolífica escritora estadounidense de novela romántica. Ha escrito más de 60 novelas y recibió el premio a la trayectoria de los Escritores Románticos de América.
Su primer libro fue publicado en 1974 por Ballantine Press cuando tenía 25 años de edad. Desde entonces, sus libros han sido publicados por numerosas editoriales como Dell, Doubleday, St Martin's Press, y en la actualidad por Harlequin.

## Biografía
Anne Kristine Stuart nació el 2 de mayo de 1948 en Filadelfia, Pensilvania, EE. UU.. Stuart se crio con sus padres en Princeton, Nueva Jersey. 
Ella, su marido, Richard Ohlrogge, su hija, y su hijo viven en el norte de Vermont.

## Premios
- Banish Misfortune: 1986 ganadora del premio Rita por Mejor Novela
- Falling Angel: 1994 ganadora del premio Rita por Mejor Novela
- Winter's Edge: 1996 ganadora del premio Rita por Mejor Novela

### Novelas
- Barrett's Hill (1974)
- Cameron's Landing (Doubleday ; 1977)
- Lord Satan's Bride (Dell Publishing ; 1981)
- The Spinster and the Rake (Dell Publishing ; 1982)
- Chain of Love (1983)
- Heart's Ease (1983)
- Museum Piece (1984)
- Tangled Lies (1984)
- Against the Wind (1985)
- Housebound (1985)
- Banish Misfortune (1985)
- The Rocky Road (1985)
- Bewitching Hour (1986)
- Blue Sage (1987)
- Hand in Glove (1987)
- Partners In Crime (1988)
- Cry for the Moon (1988)
- Seen and Not Heard (1988)
- Special Gifts (1990)
- Chasing Trouble (1991)
- Night of the Phantom (1991)
- Heat Lightning (1992)
- Now You See Him (1992)
- Rafe's Revenge (1992)
- A Rose at Midnight (Avon Books ; 1993)
- Break the Night (1993)
- One More Valentine (1993)
- Falling Angel (1993)
- Cinderman (1994)
- To Love a Dark Lord (1994)
- Nightfall (Signet ; 1995)
- The Soldier and the Baby (1995)
- Winter's Edge (1995)
- Moonrise (Signet ; 1996)
- Shadow Dance  (Avon Books ; 1997)
- Lord of Danger  (Zebra Books ; 1997)
- Prince of Magic  (Zebra Books ; 1998)
- The Right Man (1999)
- Shadow Lover (Onyx Publishers ; 1999)
- Lady Fortune  (Zebra Books ; 2000)
- Shadows at Sunset (Mira ; 2000)
- Wild Thing (2000)
- The Widow (Mira ; 2001)
- Still Lake (Mira ; 2002)
- Into the Fire (Mira ; 2003)
- Hidden Honor (Mira ; 2004)
- Date With A Devil  (con Cherry Adair y Muriel Jensen) (Harlequin ; 2004)
- The Devil's Waltz (Mira ; 2006)

### The Demon Count Series
1. The Demon Count (1980)
2. The Demon Count's Daughter (1980)

### Catspaw Series
1. Catspaw (1985)
2. Catspaw II (1988)
3. Night And Day - Night

### Maggie Bennett Series
1. At the Edge of the Sun (1987)
2. Darkness Before Dawn (1987)
3. Escape Out of Darkness (Dell Paperbacks ; 1987)

### Men at Work Series Multi-Author
- Glass Houses (1989)

### Born in the USA Series Multi-Author
- Crazy Like a Fox (1990)

### Century of American Dreams Series Multi-Author
- Angels Wings: 1930s (1990)

### Here Come the Grooms Series Multi-Author
- Lazarus Rising (1990)

### More Than Men Series Multi-Author
- A Dark And Stormy Night (1997)

### Ice Series
1. Black Ice (Mira ; 2005)
2. Cold As Ice (Mira ; 2006)
3. Ice Blue (Mira ; 2007)
4. Ice Storm (Mira ; 2007)
5. Fire and Ice (Mira ; 2008)

### Colecciones
- Now or Never (1999)
- Looking for Trouble (2000)

### Antologías en colaboración
- My Valentine (1993) (con Judith Arnold, Anne McAllister y Linda Randall Wisdom)
- To Love and to Honor (1993) (con Stella Cameron, Judith E. French y Linda Lael Miller)
- Dreamscape (1993) (con Bobby Hutchinson y Jayne Ann Krentz)
- Strangers In The Night (1995) (con Maggie Shayne y Chelsea Quinn Yarbro)
- Thieves, Spies, and Other Lovers: Catspaw / Code Name Casanova / in from the Cold (1995) (con Dawn Carroll y Lynn Erickson)
- One Night With a Rogue (1995) (con Kimberly Cates, Christina Dodd y Deborah Martin)
- New Year's Resolution: Husband (1995) (con Rebecca Brandewyne y Carla Neggers)
- New Year's Resolution: Baby (1996) (con Margot Dalton y JoAnn Ross)
- Lovers Dark and Dangerous (1996) (con Heather Graham y Helen R. Myers)
- Summer Love (1997) (con Stella Cameron, Jill Marie Landis y Janelle Taylor)
- Summer Lovers: First, Best and Only / Granite Man / Chain of Love (1998) (con Barbara Delinsky y Elizabeth Lowell)
- The Cupid Connection (1998) (con Cathy Gillen Thacker y Vicki Lewis Thompson)
- Sisters and Secrets (1998) (con Donna Julian, Jodie Larsen y Katherine Stone)
- Dangerous Desires: Too Wild To Wed? / Montana Man / Falling Angel (1999) (con Barbara Delinsky y Jayne Ann Krentz)
- Valentine Affairs (1999) (con Muriel Jensen, Anne McAllister y Linda Randall Wisdom)
- My Secret Admirer (1999) (con Marisa Carroll con Vicki Lewis Thompson)
- Hot Pursuit (1999) (con Joan Johnston y Mallory Rush)
- Valentine Babies (2000) (con Jule McBride y Tara Taylor Quinn)
- Kissing Frosty / Santa in a Stetson (2000) (con Vicki Lewis Thompson)
- What Lies Beneath: The Road to Hidden Harbor / Remember Me / Primal Fear (2002) (con Caroline Burnes y Joanna Wayne)
- Lost in the Night: Real Thing / Heat Lightening / Father: Unknown (2002) (con Barbara Delinsky y Tara Taylor Quinn)
- Kissing Frosty / The Boss, the Baby and the Bride (2002) (con Day Leclaire)
- A Stranger's Kiss (2003) (con Debra Webb)
- Date with a Devil (2004) (con Cherry Adair y Muriel Jensen)
- Undercover Summer (2004) (con Bobby Hutchinson)
- Burning Bright (2004) (con Judith Arnold y Maggie Shayne)
- Midnight Clear / Remembering Red Thunder / Silent Surrender (2004) (con Rita Herron y Sylvie Kurtz)
- Men Made in America Vol 3 (2007) (con Elizabeth Bevarly, Kathleen Creighton, Diana Palmer y Leigh Michaels
- Men Made in America Vol 4 (2007) (con Curtiss Ann Matlock, Dixie Browning, Emilie Richards y Patricia Rosemoor)